# Theopropus cattulus
Theopropus cattulus es una especie de mantis de la familia Hymenopodidae.

## Distribución geográfica
Se encuentra en Java y Sumatra.